# 十勝幌尻岳
十勝幌尻岳（とかちぽろしりだけ）は、北海道帯広市と河西郡中札内村とにまたがる標高1,846 mの山である。日高山脈襟裳十勝国立公園に属する。

## 概要
日高山脈北部主稜線上のエサオマントッタベツ岳から東に派生する支稜線上に位置する。山名はアイヌ語で「大きな山」を意味する「ポロ・シリ」に、所在地である十勝を冠したもので、登山者からはカチポロと略して呼ばれる。山頂には二等三角点（点名「幌後岳」）があり、十勝平野と北日高の主稜線を眺める絶好の大展望台となる。

## 名勝ピリカノカ
2012年（平成24年）9月19日、アイヌの物語・伝承、祈りの場、言葉にまつわる景勝地群である国の名勝「ピリカノカ」に、「十勝幌尻岳（ポロシリ）」として追加指定された。これは、九度山（クトウンヌプリ）、黄金山（ピンネタイオルシペ）、神威岬（カムイエトウ）、襟裳岬（オンネエンルム）、瞰望岩（インカルシ）、カムイチャシ、絵鞆半島外海岸に次いで、ピリカノカとして8件目の指定である。

## 登山
登山道が戸蔦別川の支流・オビリネップ川に沿った林道から開かれているが、標高1,300 m付近でネマガリダケが登山道を覆っており、刈払いも行き届いていない。

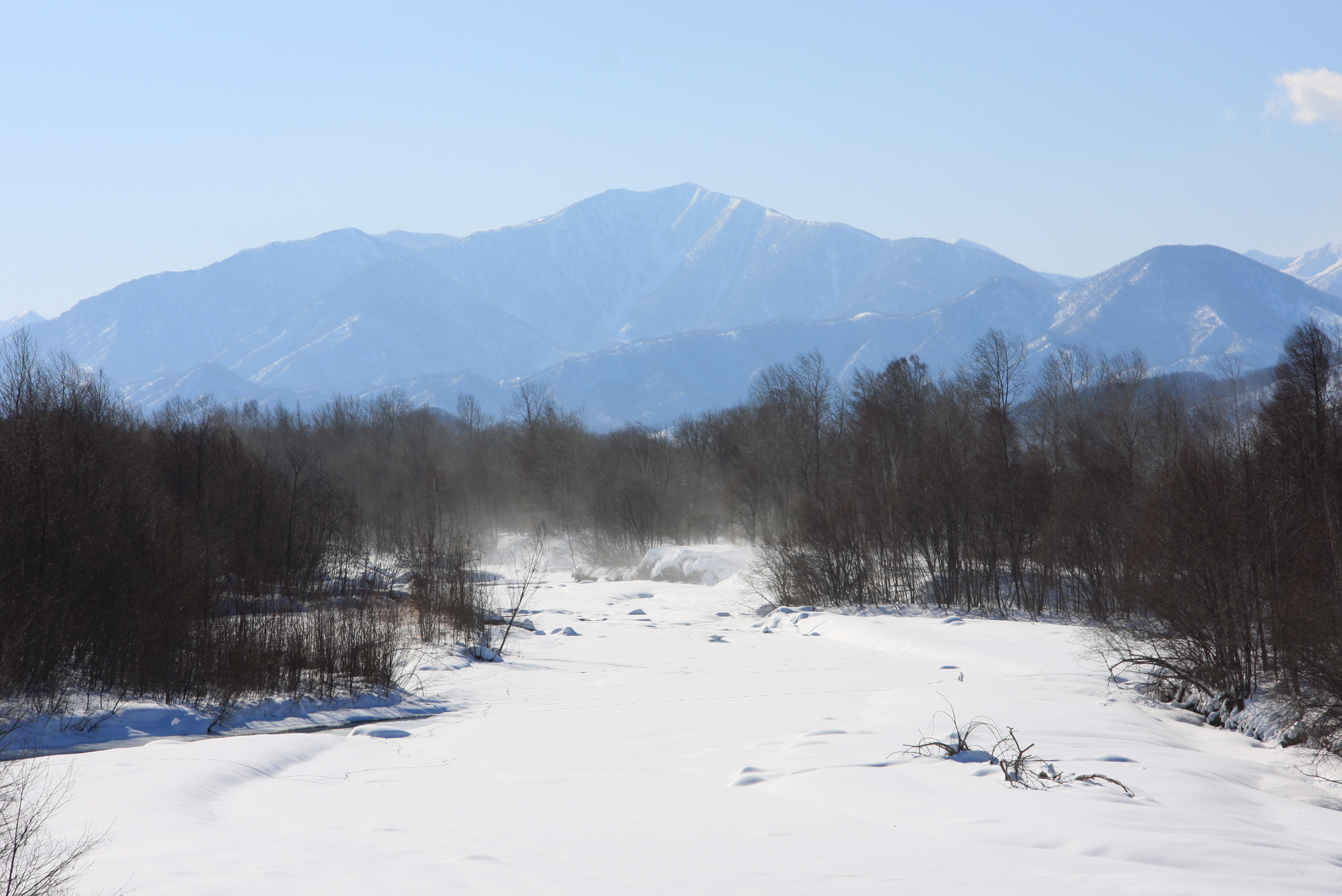
美生川より遠望する十勝幌尻岳
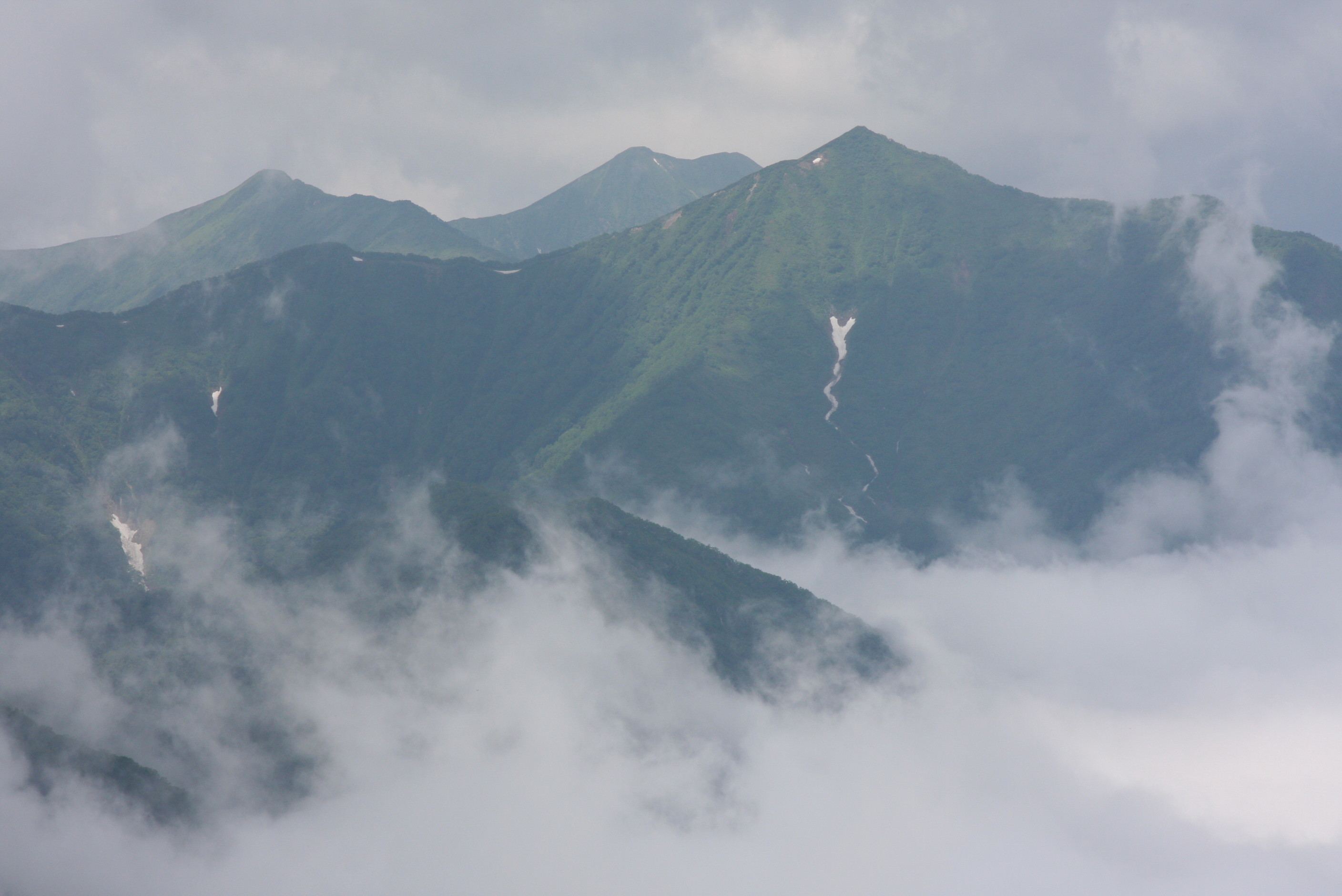
山頂より望見する札内岳とエサオマントッタベツ岳
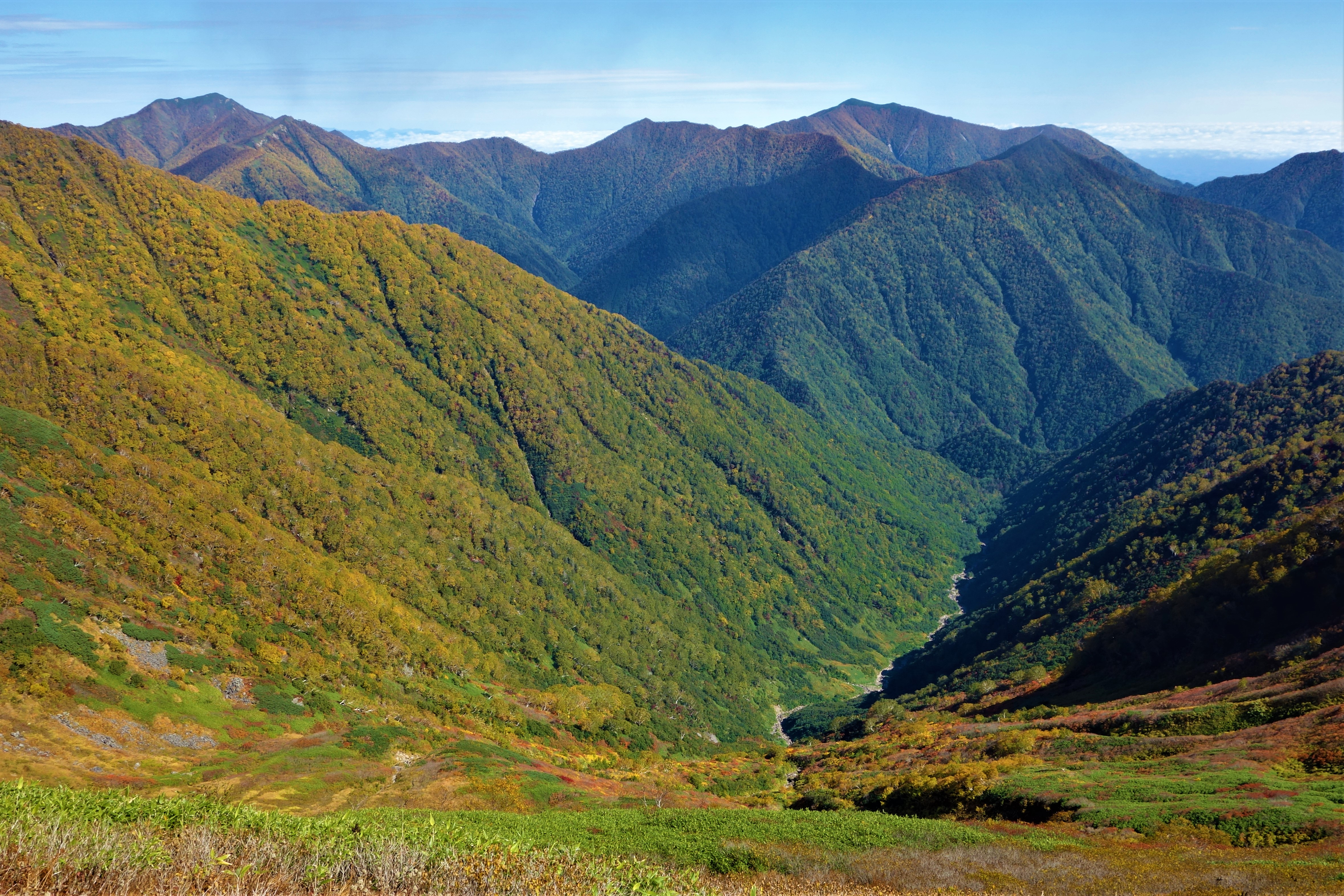
カムイエクウチカウシ山からの札内岳と十勝幌尻岳

## 近隣の山
- 札内岳 (1,895.5 m)
- エサオマントッタベツ岳 (1,869 m)
- カムイエクウチカウシ山 (1,979.4 m)
- 岩内岳 (1,497.7 m)